# آرثر واسكو
آرثر واسكو (بالإنجليزية: Arthur Waskow)‏ (و. 1933 – م) هو حاخام، ومؤرخ، وكاتب عمومي، وكاتب من الولايات المتحدة الأمريكية ولد في بالتيمور، ماريلاند.

## التعليم
تعلم في جامعة ويسكونسن-ماديسون، وجامعة جونز هوبكينز.